# Juan Fernández Navarrete
Juan Fernández Navarrete, španski slikar, * 1526, † 1579.